# Nerín
Nerín es una localidad perteneciente al municipio de Fanlo, Comarca de Sobrarbe, en la provincia de Huesca, comunidad autónoma de Aragón, España. En 2000 tenía 31 habitantes y en 2020 contaba con 15 habitantes. Tiene un hotel y varias rutas que llevan al parque nacional de Ordesa y Monte Perdido.

## Lugares de interés

### Iglesia de San Andrés
Edificio de estilo románico, del s.xiii.

## Fiestas
- En el mes de febrero; Carnaval.
- 1 de mayo, romería a la Ermita de San Úrbez.
- 16 de agosto, Fiesta Mayor a San Roque.
- 15 de septiembre, romería a la Ermita de San Úrbez.